# الغواصة الألمانية فئة يو 127
الغواصة تايب يو 127 عبارة عن فئة من غواصات يو بنيت خلال الحرب العالمية الأولى لصالح البحرية الإمبراطورية الألمانية.
حملت غواصات يو 16 طوربيد وكان لها ترتيبات مختلفة من بنادق السطح. بعضها سلحت بمدفع واحد والأخرى بمدفعين من عيار 15 سم. لقد حملوا طاقمًا مكونًا من 44 فردًا ولديهم قدرات ممتازة على الإبحار لمسافات تصل إلى حوالي 10,000 ميل بحري (19,000 كـم؛ 12,000 ميل).

## قائمة غواصات تايب يو-127
كان هناك اثنا عشر غواصة من تايب يو 127 تم تصنيعها من أجل البحرية الغمبراطورية بين عامي 1913 و 1918. تم إطلاق خمسة فقط قبل الهدنة مع ألمانيا في عام 1918 وتم تسليمهم بعد ذلك إلى الحلفاء. تم تفكيك الغواصات التي لم تنته بعد للخردة بعد الحرب. 
- غواصة يو-127（1913）
- غواصة يو-128（1913）
- غواصة يو-129（1913）
- غواصة يو-130（1913）
- غواصة يو-131（1914）
- غواصة يو-132（1914）
- غواصة يو-133（1915）
- غواصة يو-134（1916）
- غواصة يو-135（1917）
- غواصة يو-136（1917）
- غواصة يو-137（1918）
- غواصة يو-138（1918）

### اقتباسات
1. ↑  "معلومات عن الغواصة الألمانية فئة يو 127 على موقع dreadnoughtproject.org". dreadnoughtproject.org. مؤرشف من الأصل في 2024-01-08.

### قائمة المراجع
- Gröner، Erich؛ Jung، Dieter؛ Maass، Martin (1991). U-boats and Mine Warfare Vessels. London: Conway Maritime Press. ج. 2. ISBN:0-85177-593-4. {{استشهاد بكتاب}}: |عمل= تُجوهل (مساعدة)  Gröner، Erich؛ Jung، Dieter؛ Maass، Martin (1991). U-boats and Mine Warfare Vessels. London: Conway Maritime Press. ج. 2. ISBN:0-85177-593-4. {{استشهاد بكتاب}}: |عمل= تُجوهل (مساعدة)  Gröner، Erich؛ Jung، Dieter؛ Maass، Martin (1991). U-boats and Mine Warfare Vessels. London: Conway Maritime Press. ج. 2. ISBN:0-85177-593-4. {{استشهاد بكتاب}}: |عمل= تُجوهل (مساعدة)